# Der Schattenfürst
Der Schattenfürst (engl. Enemy of God) ist ein historischer Roman des britischen Autors Bernard Cornwell. Der Roman erschien im Jahr 1996 in Großbritannien beim Penguin Verlag und wurde in der deutschen Übersetzung im Jahr 1997 vom Rowohlt Verlag veröffentlicht. Der Schattenfürst ist der zweite Teil der Trilogie Die Artus-Chroniken (engl. The Warlord Chronicles), die im Britannien des fünften und sechsten Jahrhunderts spielt. Der erste Teil der Trilogie, Der Winterkönig, erschien 1996 in Deutschland, der dritte und abschließende Teil, Arthurs letzter Schwur, im Jahr 2000.

## Handlung
Der Roman spielt zum größten Teil im Königreich Dumnonia (im heutigen Südengland/Cornwall) am Ende des fünften Jahrhunderts. Die Erzählperson ist ein Krieger namens Derfel, der in hohem Alter in Diensten des Bischofs Samsun steht und im Geheimen seine Geschichte niederschreibt.
Der Beginn der Handlung schließt direkt an das Handlungsende von Der Winterkönig an. Nach der Schlacht von Lugg Vale scheint Frieden in Britannien eingekehrt zu sein. Nach dem Tode von König Gorfyddyd von Powys rückt dessen Sohn Cuneglas auf den Thron nach, der eine versöhnlichere Haltung gegen das Königreich Dumnonia einnimmt. An der festlichen Kronzeremonie in Caer Sws (Caersws) nimmt auch der Protagonist Derfel teil. Der Tod von Gundleus lässt den silurischen Thron vakant zurück, doch Arthur, mit dem Einfluss seiner Frau Guinevere an seiner Seite, plant bereits, den im Exil lebenden Lancelot, König von Benoic, zum neuen König Silurias zu machen. Zur Festigung dessen Herrschaft und der Allianz der Länder Dumnonia, Powys und Siluria soll er mit Ceinwyn, der Schwester König Cuneglas' von Powys vermählt werden. Derfel, verliebt in Ceinwyn und verfeindet mit Lancelot, ist nicht begeistert von diesem Vorhaben. Außerdem erfährt er, dass er selbst mit Guineveres Schwester Gwenhwyvach vermählt werden soll. Derfel sucht Rat bei Merlin, der ihm nach einer geheimen Zeremonie einen Knochen übergibt, der, einmal zerbrochen, bewirken soll, dass Ceinwyn sich für Derfel anstatt für Lancelot entscheidet. Mit dem Zerbrechen des Knochens würde sich Derfel jedoch auch verpflichten, Merlin bei seiner Suche nach einem der Reliquien Britanniens, die er sammelt, zu begleiten. Bei der Verlöbnisfeier Lancelots und Ceinwyns zerbricht Derfel den Knochen und Ceinwyn wendet sich ihm zu. Sie erklärt sich jedoch nicht dazu bereit, ihn zu heiraten, verspricht jedoch, ihn wie eine Ehefrau zu lieben.
Mordred indes, der Kindkönig von Dumnonia, wird in Culhwchs Obhut gegeben, Arthurs Cousin und einer seiner großen Kriegsherren, der zu dieser Zeit mehrere christliche Revolten niederschlagen muss. Der Priester Sansum, der im Hintergrund bei den Revolten mitgewirkt hat, flieht nach Ynys Wydryn (Glastonbury), ursprünglich Merlins Stammsitz, und freundet sich mit Arthurs Schwester Morgan an.
Bald darauf bricht die Gruppe um Merlin, Nimue, Derfel und Ceinwyn nach Ynys Mon (Anglesey) auf, wo Merlin den Kessel von Clyddno Eiddyn vermutet, einer der Reliquien Britanniens, deren besondere Zauberkräfte Merlin für den Kampf gegen die anrückenden Sachsen verwenden will. Auf der beschwerlichen Reise erkrankt Merlin. Bevor die Gruppe den Kessel ausgraben kann, werden sie von Diwrnach, dem irischen König von Lleyn, überrascht und belagert. Nachdem der Kessel ausgegraben ist, legt Nimue den sterbenden Merlin hinein. Wie durch ein Wunder ist Merlin am nächsten Tag wieder am Leben und gesund. Dank Merlins Magie gelangt die Gruppe wieder unversehrt nach Hause zurück.
Wie Derfel nach der Rückkehr zu Arthur erfährt, sind die Sachsen erneut auf dem Vormarsch und haben sich unter zwei Königen, Aelle und Cerdic, formiert. Lancelot soll die südliche Grenze Dumnonias zu Cerdic bewachen, während Arthur und der Rest des dumnonischen Heeres nach London und gegen Aelle marschieren. Die Schlacht gegen Aelle ist schließlich erfolgreich, jedoch rücken überraschend Cerdics Truppen an. Es stellt sich heraus, dass Lancelot sich mit Cerdic verbündet hat und mit ihm die dumnonischen Truppen verstärken will. Arthur ist von Lancelots Vorgehen wenig begeistert. Arthur beschließt, Aelle in London zu treffen, um ihn als Gegengewicht zu Cerdic zu gewinnen und mit den Sachsen Frieden zu schließen.
Nach ihrer Rückkehr nach Dumnonia bittet Arthur Derfel, Mordreds Vormund zu werden und dem heranwachsenden König eine gute Erziehung zukommen zu lassen. Gemeinsam mit Ceinwyn gibt sich Derfel in Lindinis (Ilchester, Somerset) Mühe mit Mordred, dieser erweist sich jedoch als schwieriges Kind. Inzwischen vermählt sich Arthurs Schwester Morgan mit Sansum, dem christlichen Priester in Ynys Wydryn, und nimmt dessen Glauben an, den sie mit großem Feuereifer verteidigt. Derfel und Ceinwyn bekommen mehrere Töchter und durchleben eine friedliche Zeit, bis Nachricht eintrifft, dass Tristan, treuer Anhänger Arthurs und der Sohn König Marks von Kernow, mit Iseult, der neuen Frau seines Vaters durchgebrannt ist. Auf Forderung König Marks sollen Arthur und Derfel mit einer Gruppe Männer die beiden ausfindig machen und nach Kernow zurückbringen. Als Derfel Tristan und Iseult findet, trifft jedoch auch König Mark ein, der die beiden nach Kernow zurückbringen lässt. Mark besteht für Tristan auf einem Schiedsspruch durch Kampf, lässt aber nicht zu, dass Derfel Tristan im Kampf vertritt. Tristan fällt schließlich und Iseult wird von Mark bei lebendigem Leibe verbrannt.
Auch die weiteren Jahre kämpft Derfel an der Seite von Arthur. Bei einer Strafaktion gegen den Verräter Ligessac geraten ihre Truppen in eine Schlacht gegen Christen unter Bischof Cadoc, der in Arthur  den größten Feind der Christenheit sieht. In der Nähe besucht Derfel kurze Zeit darauf ein Dorf, in dem seine Mutter Erce lebt, eine Sächsin. Von ihr erfährt er, dass er der Sohn Aelles ist, des Sachsenkönigs. Außerdem prophezeit sie Derfel, dass er seinen Vater töten werde.
Bei Derfels Rückkehr herrscht große Verwirrung in Dumnonia. Es kursieren Gerüchte über den Tod König Mordreds. In Ynys Wydryn beobachtet Derfel, wie Lancelot die aus ihrem Grab geholte Norwenna, Mutter Mordreds, ehelicht, um sich zum Herrscher von Dumnonia zu machen. Als Derfel bei Ceinwyn eintrifft, wird er Zeuge der Ermordung seiner jüngsten Tochter Dian. Derfel, Ceinwyn, Merlin und die verbliebenen Überlebenden fliehen nach Glevum (Gloucester). Auch Mordred, den alle für tot gehalten hatten, trifft bald ein. Bald wird klar, dass Mordred und der Priester Samsun mit der Strafaktion gegen Ligessac den Tod Arthurs und Derfels herbeiführen wollten. Mordred wird daraufhin unter Bewachung gehalten. Erst später wird offenbart, dass Guinevere an Lancelots Verrat beteiligt ist. Die folgende Schlacht gegen einen Teil von Lancelots Truppen bei Caer Cadarn entscheidet Arthur für sich. Lancelot flieht mit seinen restlichen Truppen außer Landes. Arthur lässt Guinevere nach Ynys Wydryn bringen und dort bewachen. Obwohl Arthur nicht den Königstitel annimmt, ist er nun der unangefochtene Herrscher von Dumnonia.

## Figuren der Handlung
In der Handlung werden sehr viele historische Personen und Sagenfiguren eingeführt, die für die Romanhandlung eine tragende Rolle spielen. Mehrere Personen, wie etwa der Protagonist Derfel, sind fiktiv. Zur besseren Übersicht sind die wichtigsten Charaktere nach ihrer Relevanz für die Handlung gelistet.
- Derfel, auch Lord Derfel Cadarn, Erzähler der Handlung
- Merlin, Druide und Lord von Avalon
- Nimue, Merlins Geliebte
- Arthur, Kriegsherr und König Uthers illegitimer Sohn
- Morgan, Arthurs Schwester, eine Priesterin
- Mordred, König Uthers Enkel, Kindkönig von Dumnonia
- Cuneglas, König von Powys
- Ceinwyn, Schwester von Cuneglas
- Guinevere, Arthurs Frau
- Lancelot, König von Benoic im Exil
- Galahad, Lancelots Halbbruder
- Sansum, ein christlicher Priester, später Bischof
- Aelle, ein Sachsenkönig
- Cerdic, ein Sachsenkönig
- Mark, König von Kernow
- Tristan, Sohn Marks und Kronprinz von Kernow
- Iseult, Königin von Kernow, Marks Frau

## Rezensionen
- Rezension auf histo-couch.de
- Englische Rezensionen und Bewertungen auf goodreads.com